# Colonia San Juan, Hidalgo
Colonia San Juan är en ort i Mexiko.   Den ligger i kommunen Tezontepec de Aldama och delstaten Hidalgo, i den sydöstra delen av landet, 90 km norr om huvudstaden Mexico City. Colonia San Juan ligger 2 006 meter över havet och antalet invånare är 1 305.
Terrängen runt Colonia San Juan är platt åt sydost, men åt nordväst är den kuperad. Runt Colonia San Juan är det ganska tätbefolkat, med 214 invånare per kvadratkilometer. Närmaste större samhälle är Tezontepec de Aldama, 0,89 km öster om Colonia San Juan. Trakten runt Colonia San Juan består till största delen av jordbruksmark.